# 函館黒船

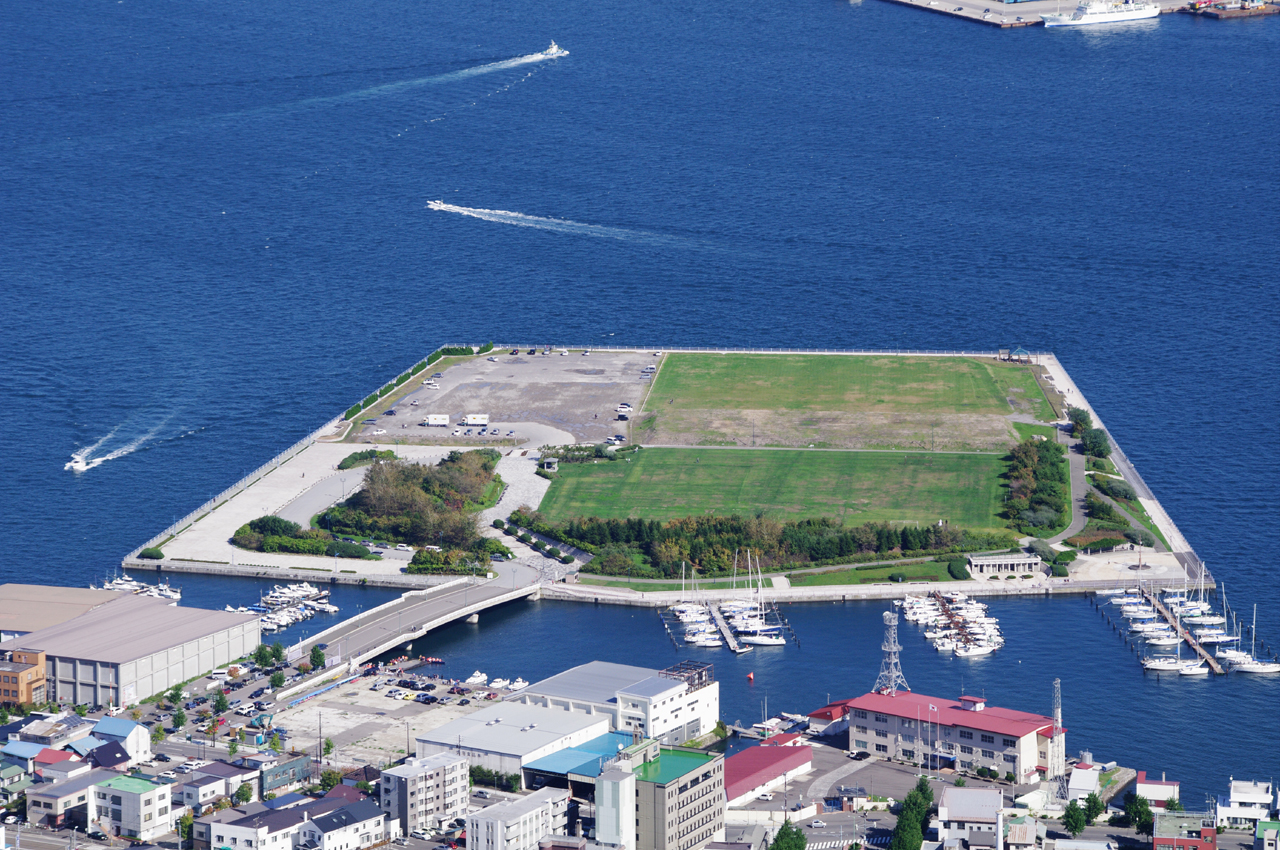
主な開催地「緑の島」（2012年）

函館黒船（はこだてくろぶね）は、北海道函館市で開催されている野外フェスティバルである。
名称は『道南函館黒船』、『HAKODATE黒船』、『黒船サーカス』と短時間で変更していることからFacebook内公式アカウント名にならい「函館黒船」とする。

## 概要
2009年（平成21年）の函館開港150周年事業『DREAM BOX150』関連で100を超えるイベントが開かれたが、当イベントはその一つだった。1,500人を超える動員があり、かつ若年者の来場者が多かったことから、当時の函館市長西尾正範から引き続きこのようなイベントを開催してほしいと要望されたことをきっかけに、翌2010年（平成22年）に函館黒船地域活性化協議会を結成し、以降単独で開催することになった。コンセプトは「やればできる、願いはかなう」。
新型コロナウイルス感染症の影響により、2020年（令和2年）より規模を縮小して同市の元町公園や亀田郡七飯町の大沼国定公園に分散して開催されていた。2023年（令和5年）から元々の開催地緑の島で開催することになった。

## 歴史
- 2009年（平成21年） - 函館開港150周年事業『ドリームボックス150』関連で初開催[3]。動員1,500人超[1]
- 2010年（平成22年）6月27日 - 北海道立道南四季の杜公園で初の単独開催[3]。動員2,800人（主催者発表）[4]
- 2011年（平成23年）
  - 3月 - 関係者が東日本大震災津波被害地である函館朝市など函館港周辺の復旧ボランティアに参加[5]
  - 9月4日 - 緑の島で開催。動員3,200人（主催者発表）[6]
- 2012年（平成24年）7月7日 - 地元の「食」を加え、函館市と函館商工会議所の支援を受けて市制施行90周年事業として緑の島で開催[7]。動員3,500人（主催者発表）[4]
- 2013年（平成25年） - 動員8,100人（主催者発表）[4]